# Hans Donauer der Ältere

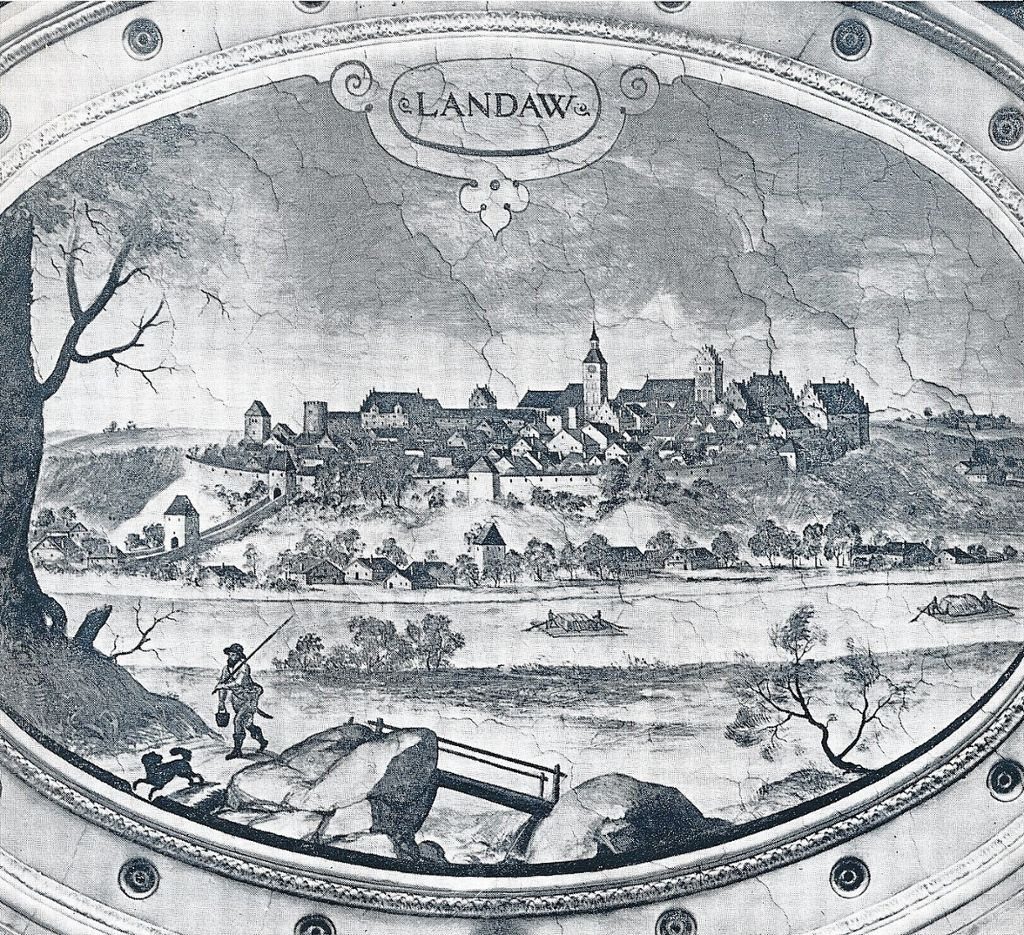
Älteste Stadtansicht von Landaw (1585)

Hans Donauer der Ältere, auch Donnauer, Thonauer, Thunauer und Tonauer (* um 1521 vermutlich in München; † zwischen März und 7. Mai 1596 ebenda) war ein deutscher Maler.
Über Donauers Ausbildung ist nichts bekannt. Er fertigte für Herzog Albrecht V. ein Götterfries im Festsaal von Schloss Dachau. Seine Malereien an der dortigen Schlosskirche sind nicht erhalten.
Seit 1567 war er Meister und trat 1568 in die Dienste von Kronprinz Wilhelm, der ihn 1569 nach Rom schickte, wo er Stücke für die Kunstkammer des Kronprinzen erwerben sollte. Danach wirkte er bis 1573 an den Fresken im Rittersaal von Burg Trausnitz mit.
1574 erhielt er den Auftrag, in Neuburg an der Donau die Hochzeit des Pfalzgrafen Philipp Ludwig vorzubereiten. Dabei gestaltete er unter anderem das Hochzeitsturnier. 1576 kehrte er nach München zurück. 1575/76 schuf er die beiden Globen in der Bayerischen Staatsbibliothek, 1577 das Gewölbe in der Neuen Veste.
Donauer war weiterhin sehr vielseitig tätig. Für das Jesuitendrama Hester entwarf er die Ausstattung und 1578 gestaltete er Turnierkleider und Fahnen für Herzog Ferdinand. Seit 1584 bemalte er die Fenster des Antiquariums der Münchner Residenz. Hier schuf er die früheste Reihe bayerischer Ortsansichten, insgesamt 102 Ansichten bayerischer Städte, Märkte und Burgen, von denen Carl August Lebschée 36 in Aquarellen wiedergab.
1588 beteiligte er sich an der Ausstattung der bayerischen Flotte am Starnberger See. Seine Söhne Georg und Hans wurden ebenfalls bekannte Maler.